# European Council on Foreign Relations
European Council on Foreign Relations, Europeiska utrikesrådet, (ECFR) är en europeisk tankesmedja som bland annat diskuterar hur EU:s utrikespolitik kan göras mer effektivt samt främjar debatt om utrikespolitik i EU. ECFR har kontor i sju länder och publicerar ofta artiklar samt "podcasts" om händelser samt om strategier för EU:s utrikespolitik på deras hemsida.
ECFR är en ideell förening som privatpersoner eller organisation kan skänka pengar till. 2014 skänktes ca. 7.9€, främst av stiftelser.